# Дербі-Сентер (Вермонт)
Дербі-Сентер (англ. Derby Center) — селище (англ. village) в США, в окрузі Орлінс штату Вермонт. Населення — 635 осіб (2020).

## Географія
Дербі-Сентер розташоване за координатами 44°57′16″ пн. ш. 72°8′10″ зх. д. / 44.95444° пн. ш. 72.13611° зх. д. (44.954564, -72.136208).  За даними Бюро перепису населення США в 2010 році селище мало площу 3,63 км², з яких 3,61 км² — суходіл та 0,02 км² — водойми.

## Демографія
Згідно з переписом 2010 року, у селищі мешкало 597 осіб у 271 домогосподарстві у складі 151 родини. Густота населення становила 164 особи/км².  Було 295 помешкань (81/км²).
Расовий склад населення:
| - 99,0 % — білих - 0,3 % — корінних американців - 0,3 % — чорних або афроамериканців |

До двох чи більше рас належало 0,3 %. Частка іспаномовних становила 0,0 % від усіх жителів.
За віковим діапазоном населення розподілялося таким чином: 20,4 % — особи молодші 18 років, 59,2 % — особи у віці 18—64 років, 20,4 % — особи у віці 65 років та старші. Медіана віку мешканця становила 44,9 року. На 100 осіб жіночої статі у селищі припадало 88,9 чоловіків;  на 100 жінок у віці від 18 років та старших — 82,0 чоловіків також старших 18 років.
Середній дохід на одне домашнє господарство  становив 45 949 доларів США (медіана — 33 125), а середній дохід на одну сім'ю — 55 803 долари (медіана — 43 125). За межею бідності перебувало 13,4 % осіб, у тому числі 11,5 % дітей у віці до 18 років та 18,3 % осіб у віці 65 років та старших.
Цивільне працевлаштоване населення становило 240 осіб. Основні галузі зайнятості: освіта, охорона здоров'я та соціальна допомога — 18,8 %, роздрібна торгівля — 15,0 %, фінанси, страхування та нерухомість — 14,6 %.